# Carnot-Moon
Carnot-Moon es un lugar designado por el censo ubicado en el condado de Allegheny en el estado estadounidense de Pensilvania.

## Demografía
En el año 2000 tenía una población de 10 637 habitantes y una densidad poblacional de 684.5 personas por km².

## Ingresos medios
Según la Oficina del Censo en 2000 los ingresos medios por hogar en la localidad eran de $49 436 y los ingresos medios por familia eran $62 045. Los hombres tenían unos ingresos medios de $43 855 frente a los $30 130 para las mujeres. La renta per cápita para la localidad era de $23 960. Alrededor del 5% de la población estaba por debajo del umbral de pobreza.